# Лінда Лі Кедвелл
Лінда Емері, у шлюбах Лінда Лі Кедвелл (англ. Linda Lee Cadwell, нар. 21 березня 1945) — американська письменниця-біографка, вчителька та кіноакторка, популяризаторка бойового мистецтва Брюса Лі джит кун-до.

## Біографія
Народилася в місті Еверетт (штат Вашингтон) у сім'ї Вівіан і Еверетта Емері. Сім'я була баптистами, нащадками шведів і англійців. У Гарфілдській вищій школі в Сіетлі познайомилася з Брюсом Лі, куди той приїхав продемонструвати мистецтво кунг-фу. Зрештою стала вивчати у нього кунг-фу, навчаючись в університеті Вашингтону, щоби стати викладачкою.
17 серпня 1964 одружилася з Лі. У шлюбі народила дітей Брендона і Шеннон. Чоловік у цей час відкрив свою школу кунг-фу і навчав джит кун-до. 20 липня 1973 під час зйомок раптово помер.
У 1988 одружилася з Томом Блікером, через два роки розлучилася. В 1991 році одружилася з біржовим брокером Брюсом Кедвеллом і жила з ним у Ранчо-Міраж (Каліфорнія).
Син Брендон також став актором і, як і батько, загинув на зйомках (фільм «Ворон») 31 березня 1993. Лінда Лі Кедвелл і її невістка Еліза Гаттон почали позасудовий розгляд з продюсерами фільму в 1993-му, в результаті фільм вийшов на екрани в 1994.
У 1996 її колишній чоловік Том Блікер опублікував книгу з власною версією смерті Брюса Лі. Лінда Лі Кедвелл намагалась перешкодити публікації, проте не досягла успіху.
Лінда Лі Кедвелл продовжувала популяризувати бойове мистецтво Брюса Лі джит кун-до до 2001 року, поки не вийшла на пенсію. В даний час справами сім'ї управляє її дочка Шеннон із зятем Яном Кислером. Вони заснували фонд Брюса Лі — некомерційну організацію, присвячену поширенню філософії Брюса Лі і бойовим мистецтвам.